# Nordfriedhof (Wiesbaden)

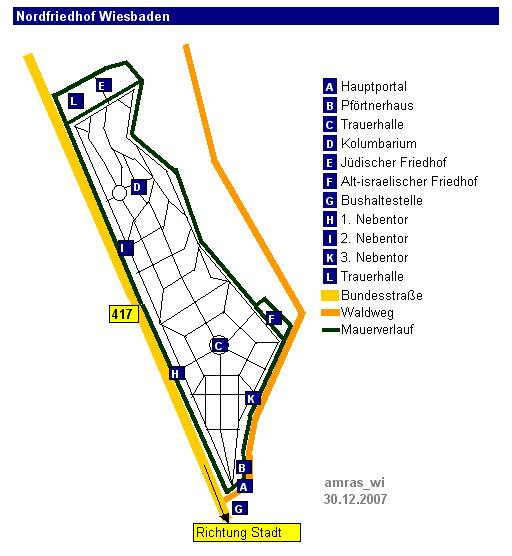
Plan des Wiesbadener Nordfriedhofs

Der Nordfriedhof ist mit einer Fläche von 14,5 Hektar der zweitgrößte Friedhof der hessischen Landeshauptstadt Wiesbaden.

## Lage und Geschichte
Der Nordfriedhof liegt an der nördlichen Bebauungsgrenze der Stadt im stadtnahen Bereich des Walddistrikts Höllkund auf einem schmalen, langgestreckten Höhenrücken zwischen dem vom Schwarzbach durchflossenen Nerotal und dem Adamstal mit dem Kesselbach. Westlich verläuft die Platter Straße (B 417) zwischen Wiesbaden und der Platte. Auf der gegenüberliegenden Straßenseite befindet sich das Freizeitgelände Unter den Eichen, nördlich davon stand bis 1966 die Villa Waldfriede.
Nachdem die Kapazität auf dem nahe gelegenen Alten Friedhof erschöpft und der Beschluss gefasst war, in der der Stadt gehörenden Gemarkung Walddistrict Höllkund (später Hellkund genannt) den neuen städtischen Friedhof zu errichten, erfolgten ab 1875 die Rodungsarbeiten. Der Friedhof wurde 1877 eingeweiht.

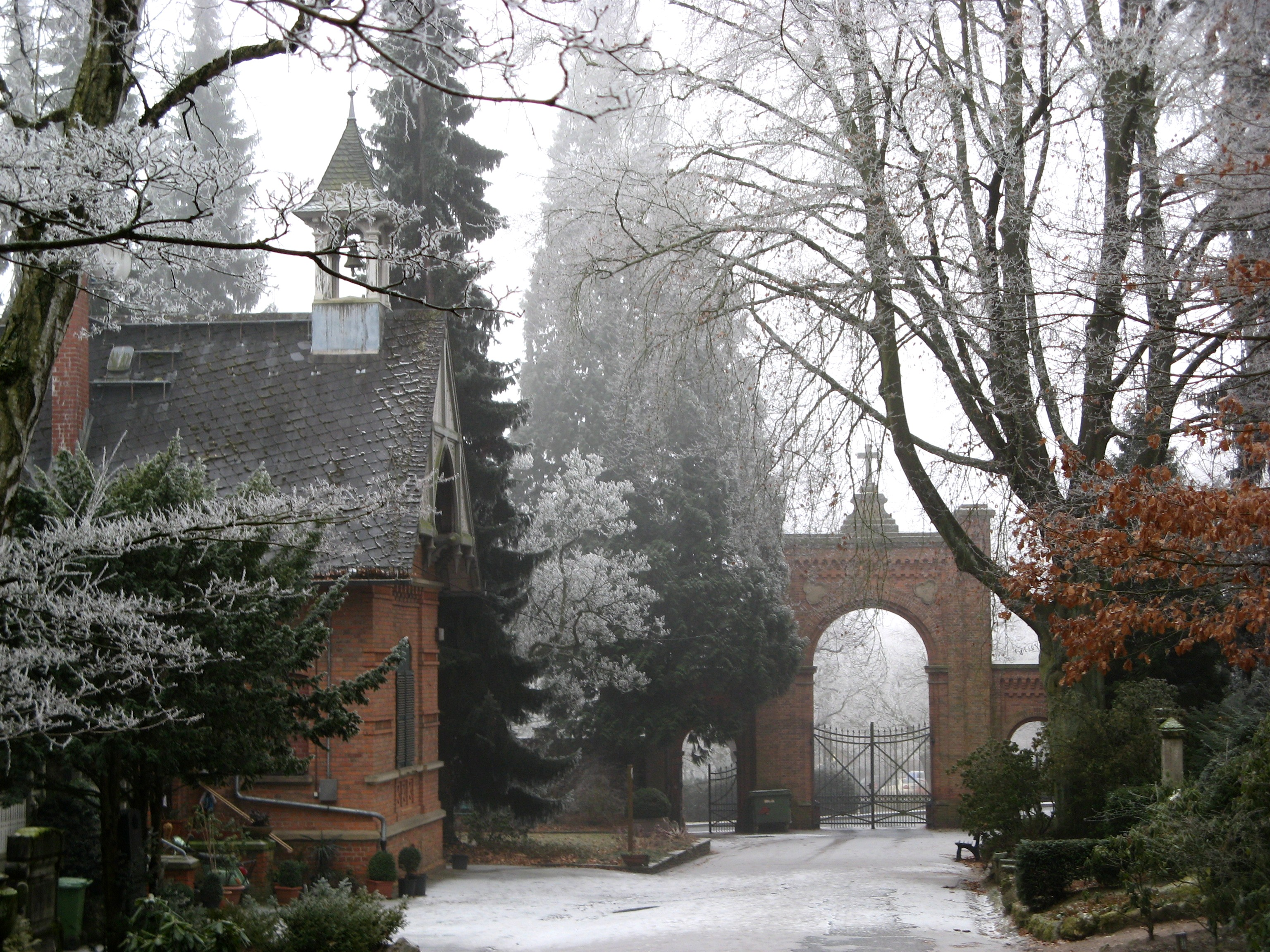
Eingangstor des Nordfriedhofs mit Pförtnerhaus im Winter

Die Stadtverwaltung stand unter Zeitdruck, da die Einwohnerzahl Wiesbadens im Lauf des 19. Jahrhunderts von 2000 Einwohnern auf über 100.000 angewachsen war und viele eingesessene und zugezogene wohlhabende Wiesbadener darüber hinaus eine repräsentative Grabstätte wünschten, anstatt sich auf dem für sie zuständigen Bezirksfriedhof beerdigen zu lassen.
Viele der Grabmäler aus der Erstbelegung sind im Stil des Historismus gestaltet, aber auch der Jugendstil ist mit bedeutenden Werken vertreten. Auch heute noch ist der Gesamteindruck durch Grabmäler aus der Wilhelminischen Epoche geprägt. Wegen dieser künstlerisch ausgeführten Gräber und der architektonischen und landschaftsplanerischen Gestaltung wurde der Friedhof unter Denkmalschutz gestellt.
Bisher wurden insgesamt 85.000 Personen auf dem Friedhof begraben.

## Hauptportalanlage
Die Arbeiten am Hauptportal begannen 1878. Dieses besteht aus drei Bögen und ist in Backstein ausgeführt. Die Hauptpforte misst sieben Meter Höhe und 3,50 Meter Breite, während die beiden Nebentore halb so hoch sind.
Das Haupttor wird gekrönt durch ein zwei Meter hohes Sandsteinkreuz. Die Seitenportale, die zur Platter Straße und gegenüber zum Wald hin liegen, sind gleichartig gestaltet. Insgesamt mussten an den Toren seit Erbauung kaum Ausbesserungsarbeiten durchgeführt werden. Die Mauern des Friedhofs haben sich nicht als ausreichend stabil erwiesen, so dass an den Außenmauern in den Jahren 2008 und 2009 umfangreiche Sicherungs- und Ausbesserungsarbeiten notwendig wurden.

## Pförtnerhaus
Das Pförtnerhaus in unmittelbarer Nähe des Haupteinganges wurde in einem Fachwerkstil, Schweizerhaus-Stil genannt, errichtet. In ihm befand sich sowohl das Wohnhaus für den Friedhofswärter und seine Familie als auch die Friedhofsverwaltung.

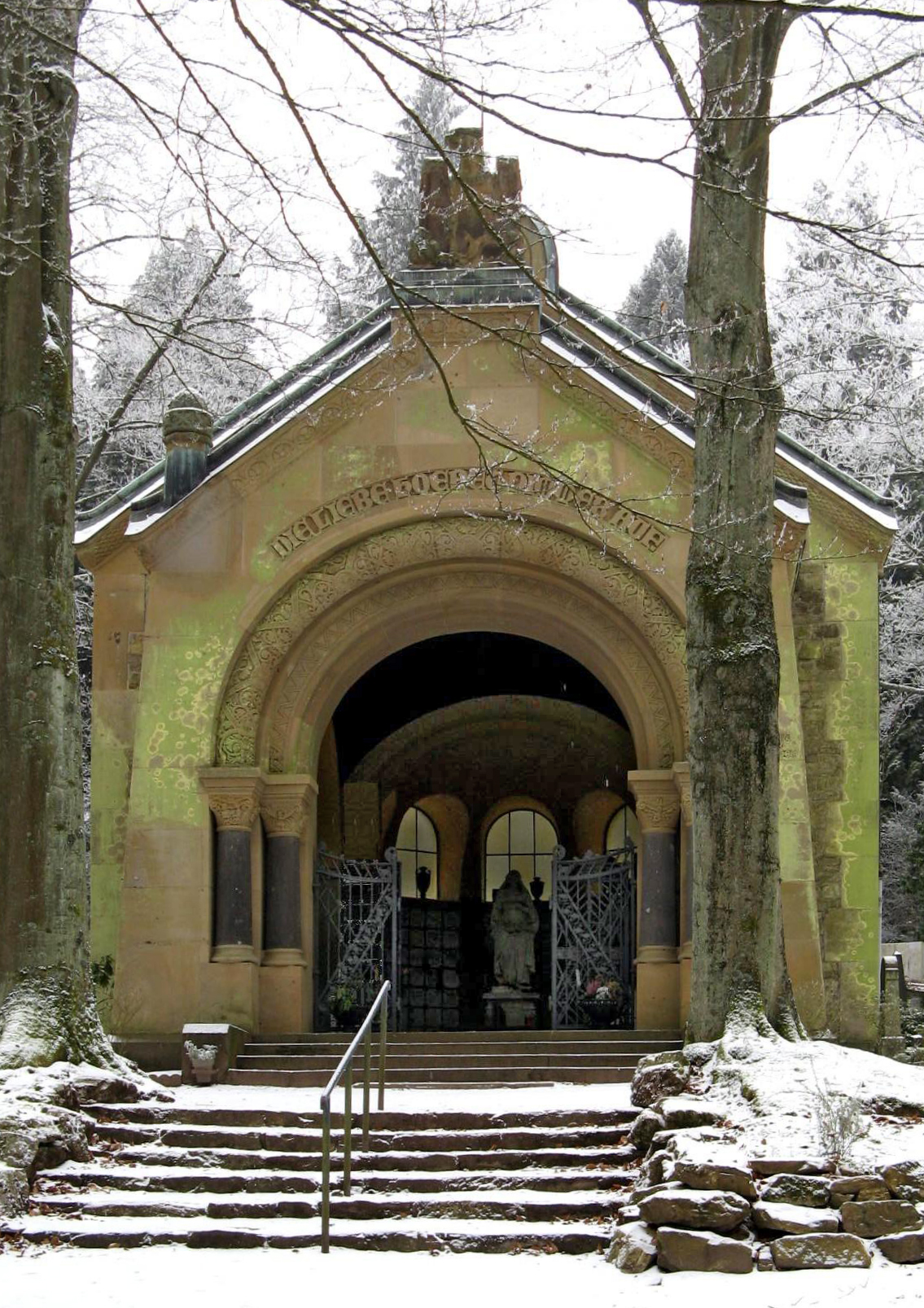
Das Kolumbarium auf dem Nordfriedhof Wiesbaden

## Geländegestaltung und Bepflanzung
Der Nordfriedhof verfügt über einen umfangreichen Baumbestand, insbesondere Lebensbäume und Scheinzypressen sind häufig vertreten.
Die Erstbepflanzung umfasste 1130 Stück Zierholz, 100 hochgewachsene Ziertannen und 50 Koniferen, heute sind auch die ursprünglich vor der Rodung vorhandenen Eichen und Buchen wieder nachgepflanzt.
Der Lebensbaum ist darüber hinaus Ausdruck eines selbstbewussten Bürgertums, das seine Leistungen nicht nur durch aufwändige Grabgestaltung, sondern auch durch hochwachsende und seltene Bäume ausdrücken wollte.
Bei der Anlage der Wege versuchte man, die natürliche Linienführung der Landschaft mit einzubeziehen und kam hierdurch den Anforderungen des englischen Landschaftsgartens nahe.
Geometrische Formen wurden durch die Krumme Linie entschärft, womit auch eine Grundstruktur einer sozialen Trennung von Grablagen erleichtert wurde, die den differenzierten Ansprüchen einer hierarchischen Klassengesellschaft entsprach.
Gelehrte, Künstler, Beamte, die Vertreter angesehener Berufszweige wie Ärzte, Kaufleute, Fabrikanten, Bankiers und andere Vertreter eines neureichen Großbürgertums forderten Plätze auf dem Friedhof, die ihrem Rang und Ansehen entsprachen.

## Kolumbarium
Auf dem Friedhofsgelände steht ein Kolumbarium, ein Gebäude zur Aufnahme von Urnen. Das Kolumbarium bietet 512 Nischen für Urnen. 1902 eröffnet ist es im neoromanischen Stil ausgeführt, einige Details wie die Schriftgestaltung lassen jedoch den anbrechenden Jugendstil bereits erahnen. Es wurde vom Stadtbaumeister Felix Genzmer entworfen, die Ausführung kostete 35.000 Mark.

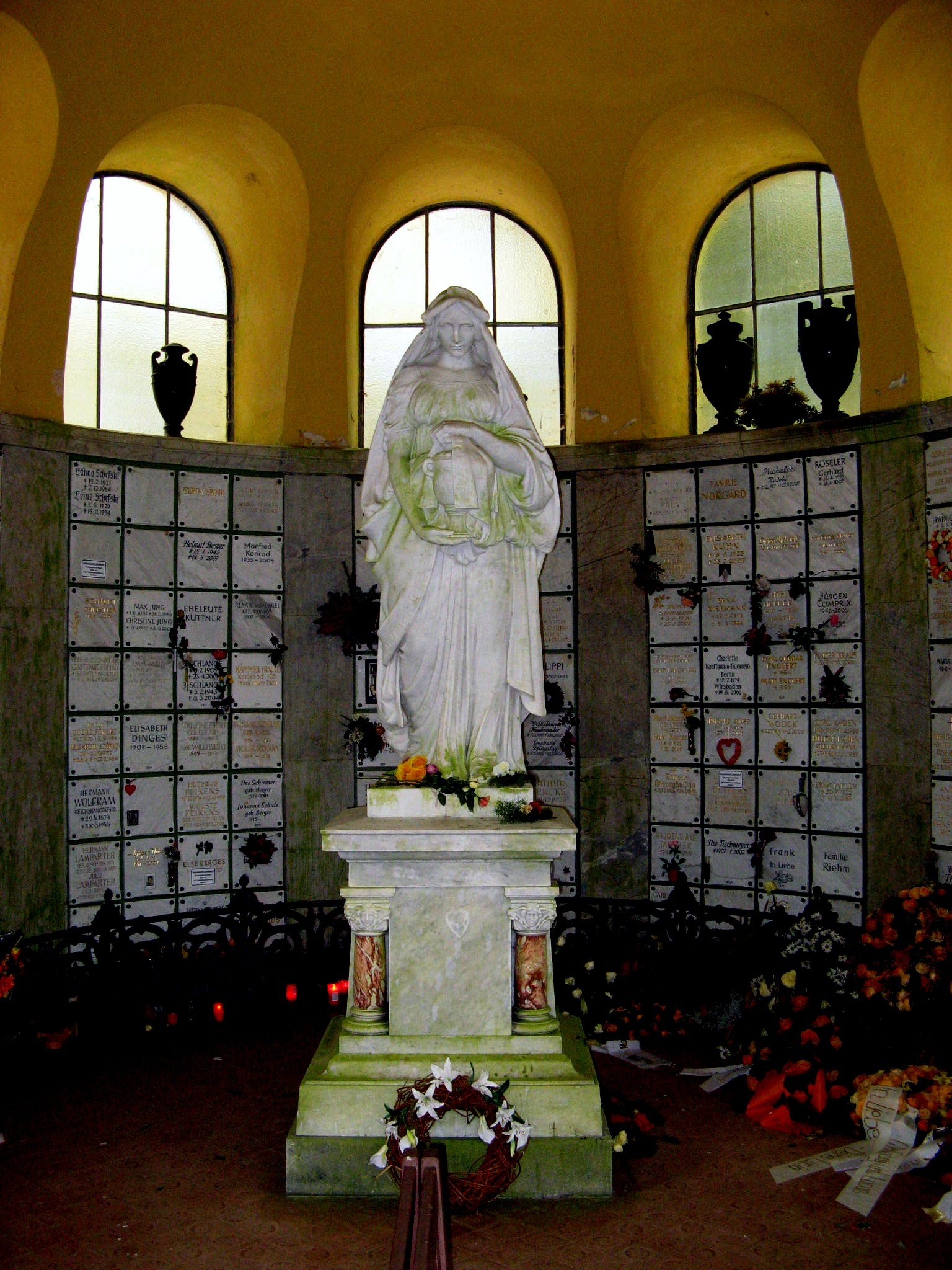
Innenansicht des Kolumbariums

Da Wiesbaden zu diesem Zeitpunkt noch über kein Krematorium verfügte, mussten die Leichen in umliegenden Städten eingeäschert werden, was die Kosten einer Beerdigung nicht unwesentlich in die Höhe trieb. Erst 1912 wurde ein Krematorium auf dem Gelände des Südfriedhofs eröffnet. Dort werden auch gegenwärtig noch Urnen deponiert.
Über dem Eingang steht die Inschrift DIE LIEBE HOERET NIMMER AUF, ein Satz aus dem 13. Kapitel des 1. Brief des Paulus an die Korinther.

## Patenschaften
Es gibt mittlerweile fast hundert Patenschaften für alte Grabsteine. Verbunden mit der Übernahme von Kosten zur Erhaltung der Grabmäler ist das Recht des Paten, selbst einen Platz in dem Grab zu finden.

## Moderne Kunst

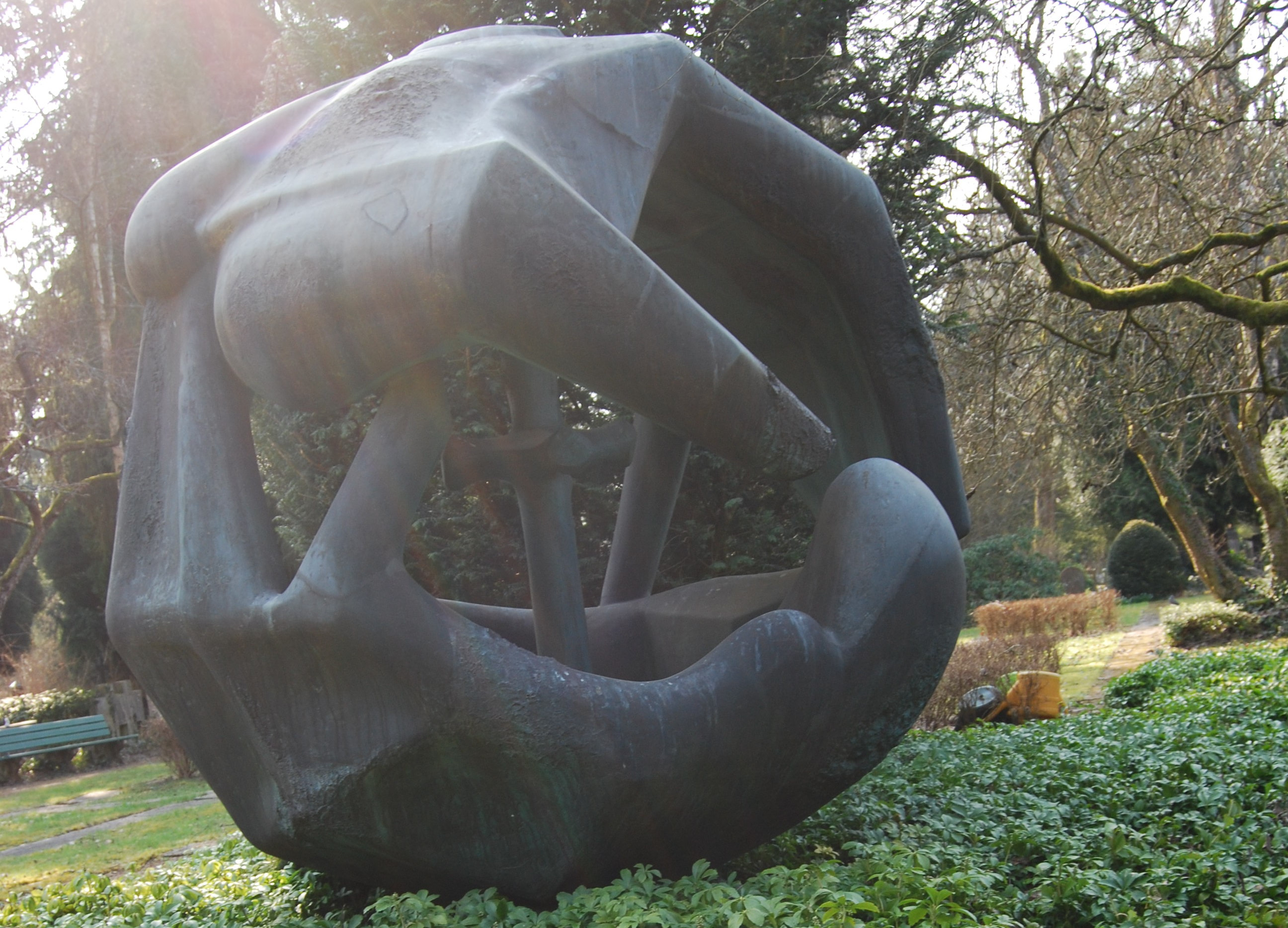
Wolf Spemann: Hände und Kreuz, 1975, Bronze

Die Diakoniegemeinschaft Paulinenstift legte um 1975 ein eigenes Urnen-Gräberfeld für die Diakonissen ihres Hauses auf dem Nordfriedhof an und stellte ein Kunstwerk des Bildhauers Wolf Spemann auf.

## Gräber
- Alfred Adelmann von Adelmannsfelden, 1848–1887, Schriftsteller und Rittmeister.
- Heinrich Albert, 1835–1908, Chemiker und Industrieller.
- Eduard Bartling, † 1927, Herausgeber des Wiesbadener Generalanzeigers, Stadtrat und Abgeordneter im Preußischen Landtag und im Reichstag.
- Fritz Beckhardt, 1889–1962, dekorierter Jagdflieger aus dem Ersten Weltkrieg mit seiner Ehefrau Rosa Emma, umgebettet 2010
- Franz Eccard von Bentivegni, 1896–1958, deutscher Offizier.
- Oskar Bertram, 1890–1965, deutscher Offizier.
- Carl Wilhelm Bierbrauer, 1881–1962, Bildhauer und Dozent.
- Amely Bölte, 1811–1891, deutsche Schriftstellerin.
- Willy Borngässer, 1905–1965, evangelischer Pfarrer, Theologe und Kommunalpolitiker.
- Hermann Brill, 1895–1959, Politiker, Widerstandskämpfer und  erster Thüringischer Regierungspräsident nach dem Zweiten Weltkrieg.
- Otto von Corvin, 1812–1886, deutscher Schriftsteller.
- Liesbet Dill, 1877–1962, Schriftstellerin, Veröffentlichungen u. a. in der Gartenlaube.
- Friedrich-Georg Eberhardt, 1892–1964, deutscher Offizier.
- Ika Freudenberg, 1858–1912, Akteurin der bürgerlichen Frauenbewegung.
- Walter Gieseking, 1895–1956, deutscher Pianist.
- Franz Grünthaler, † 1909, Wiesbadener Steinmetz und Bildhauer.
- Nikolas Grünthaler, 1861–1914, Sohn von Franz Grünthaler, Wiesbadener Steinmetz und Bildhauer.
- Friedrich-Carl Hanesse, 1892–1975, deutscher Offizier.
- Heinrich von Herzogenberg, 1843–1900, Komponist.

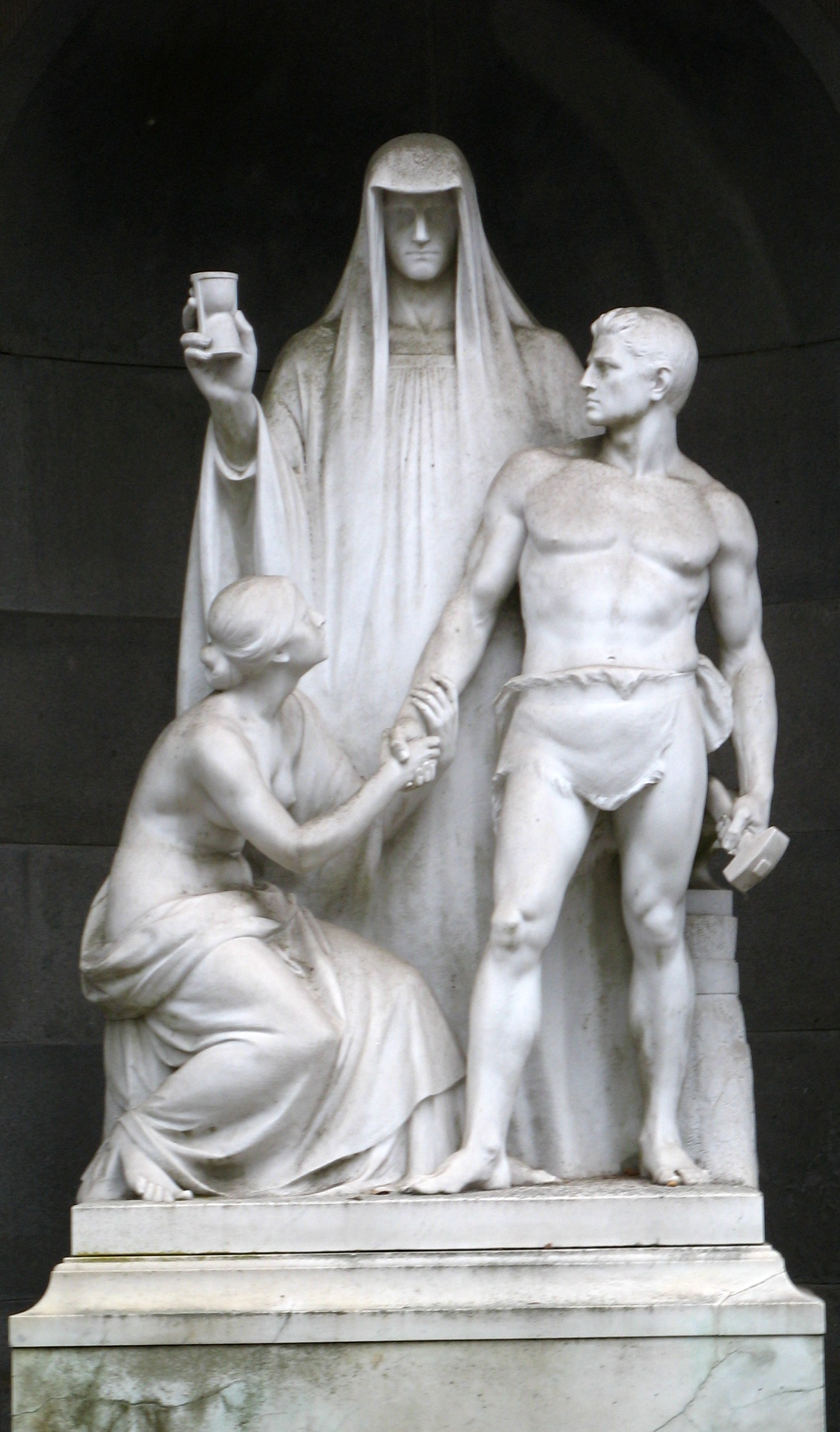
Darstellung des Todes – Grabmal auf dem Nordfriedhof Wiesbaden

- Georg Jacoby, 1882–1964, Autor und Regisseur.
- Karl Keil, 1838–1889, Bildhauer und Architekt.
- Béla Kéler, 1820–1882, ungarischer Komponist und Dirigent
- Carl Koch, 1827–1882, deutscher Naturforscher und königlich-preußischer Landesgeologe.
- August Kortheuer, 1868–1963, evangelischer Theologe und Landesbischof von Nassau.
- Volker Kriegel, 1943–2003, Jazzmusiker, Zeichner und Schriftsteller.
- Hans Milch, 1924–1987, katholischer Priester, Gründer der actio spes unica.
- Hermann Schies, 1836–1899, Bildhauer.
- Christian Schlichter, 1828–1883, war von 1882 bis 1883 Erster Bürgermeister von Wiesbaden.
- Helmut Schön, 1915–1996, deutscher Fußballspieler und Trainer.
- Sigmund Schuckert, 1846–1895, Gründer der Schuckertwerke.
- Ernst Schütte, 1904–1972, deutscher Politiker (SPD).
- Louis Seel, 1881–1958, Maler.
- Johann Jacob Söhnlein, 1827–1912, Gründer der Rheingauer Schaumweinfabrik Söhnlein.
- Emil Veesenmeyer, 1857-1944, evangelischer Pfarrer an der Bergkirche in Wiesbaden und Dekan
- August Wilhelm Wilhelmj, 1813–1910, Prokurator und Weinhändler.
- August Wilhelmj, 1845–1908, Geigenvirtuose.
- Maria Wilhelmj, 1851–1930, Sängerin, Schwägerin von August Wilhelmj.

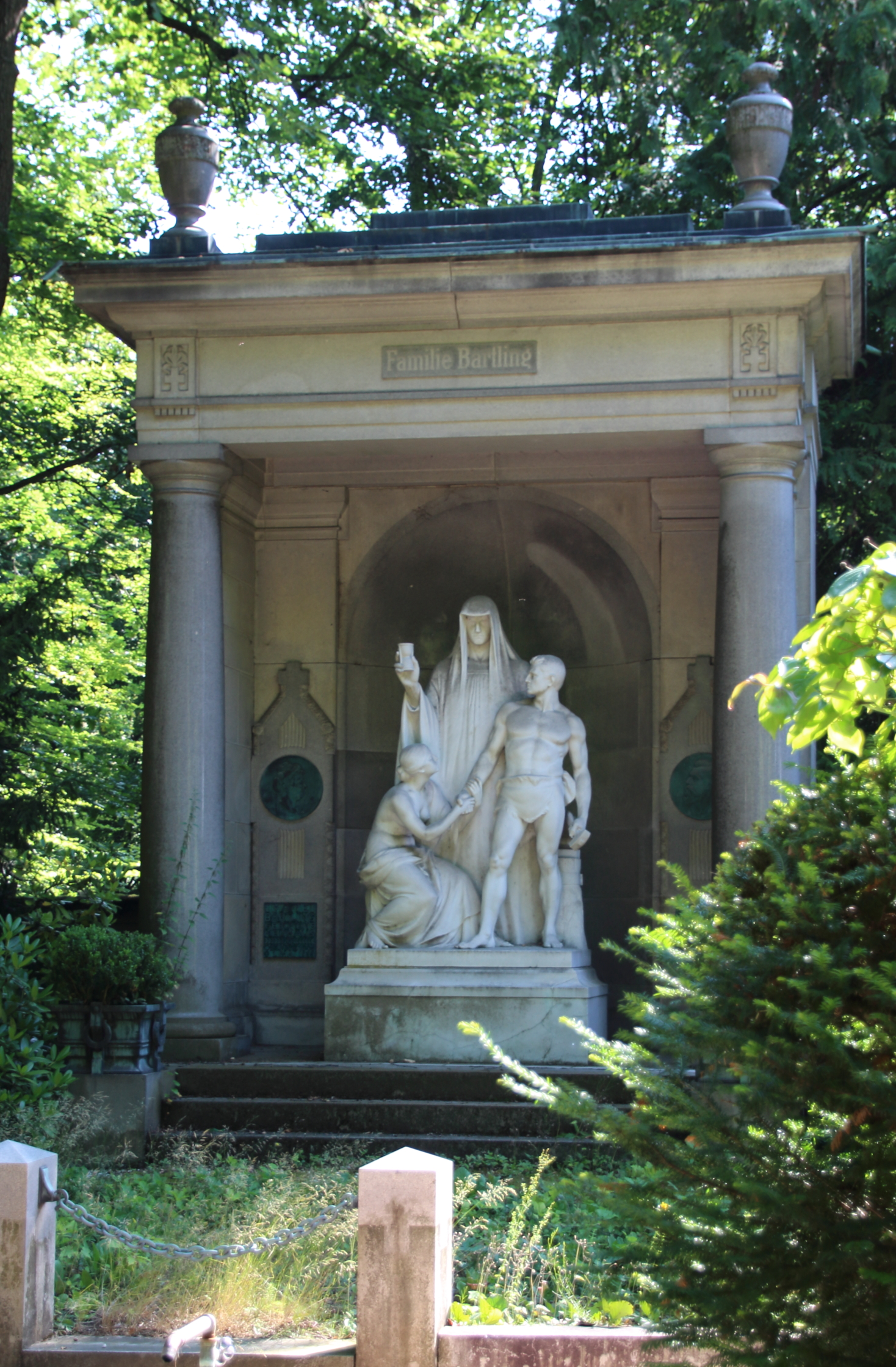
Eduard Bartling
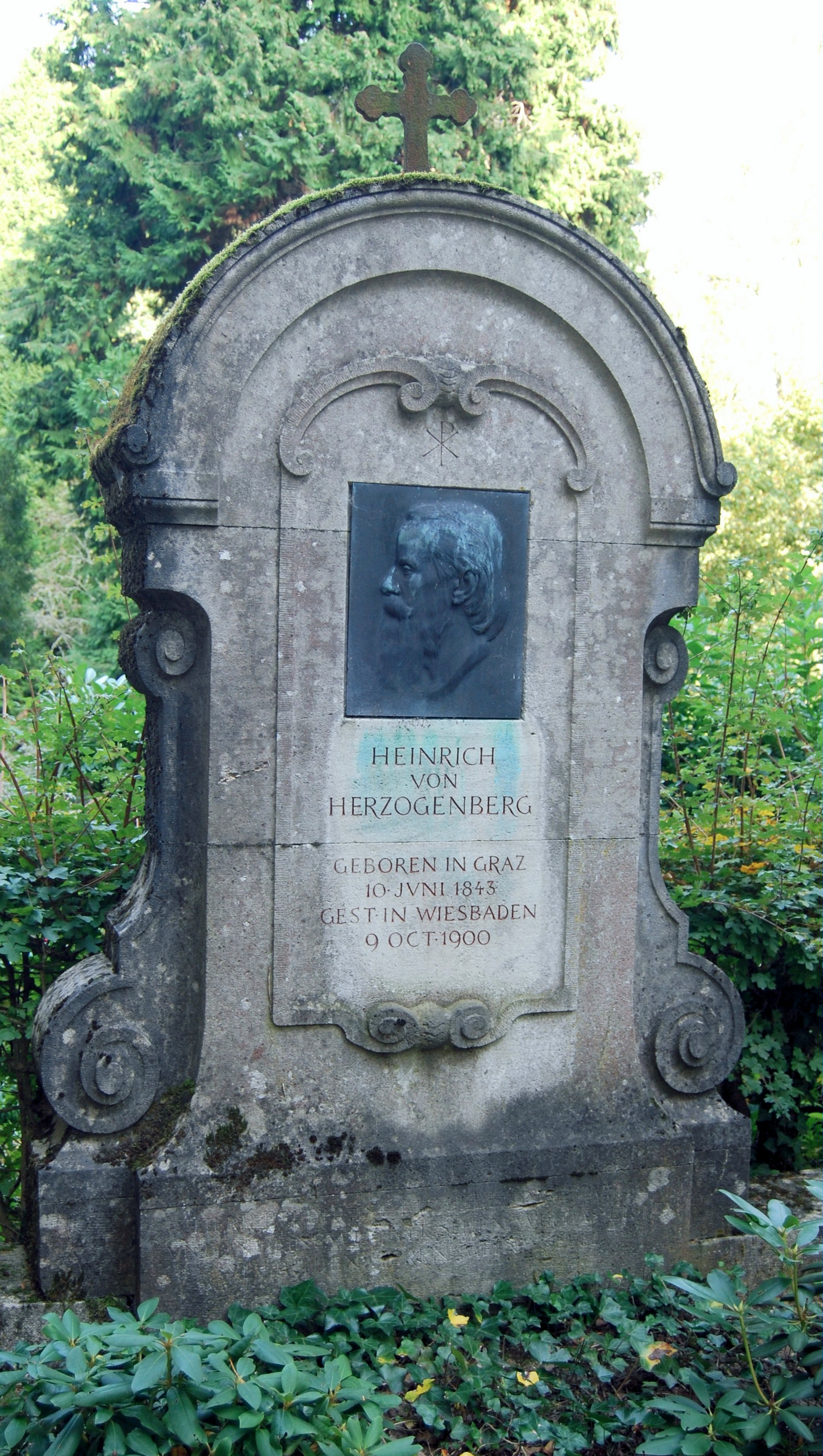
Heinrich von Herzogenberg
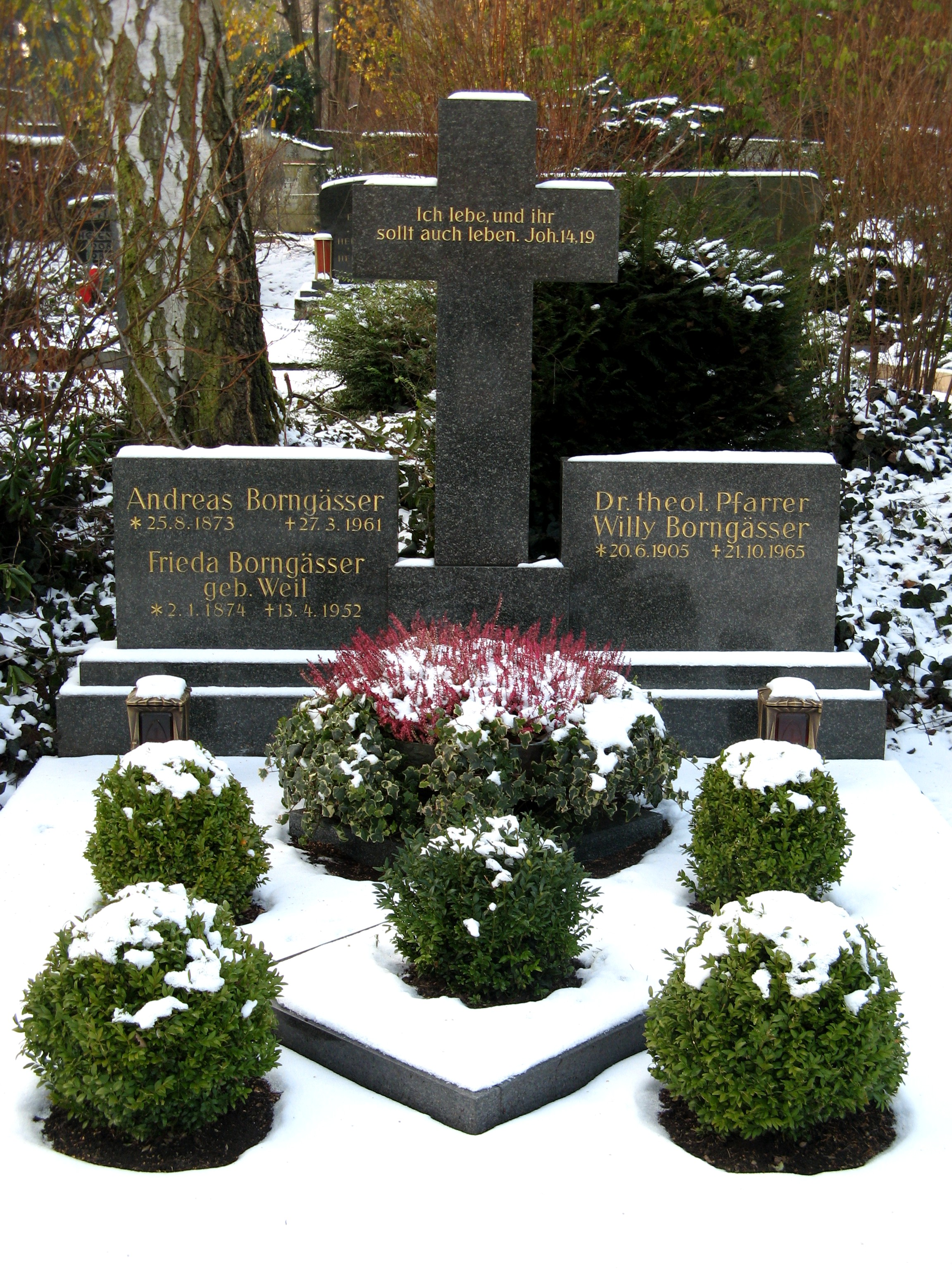
Willy Borngässer
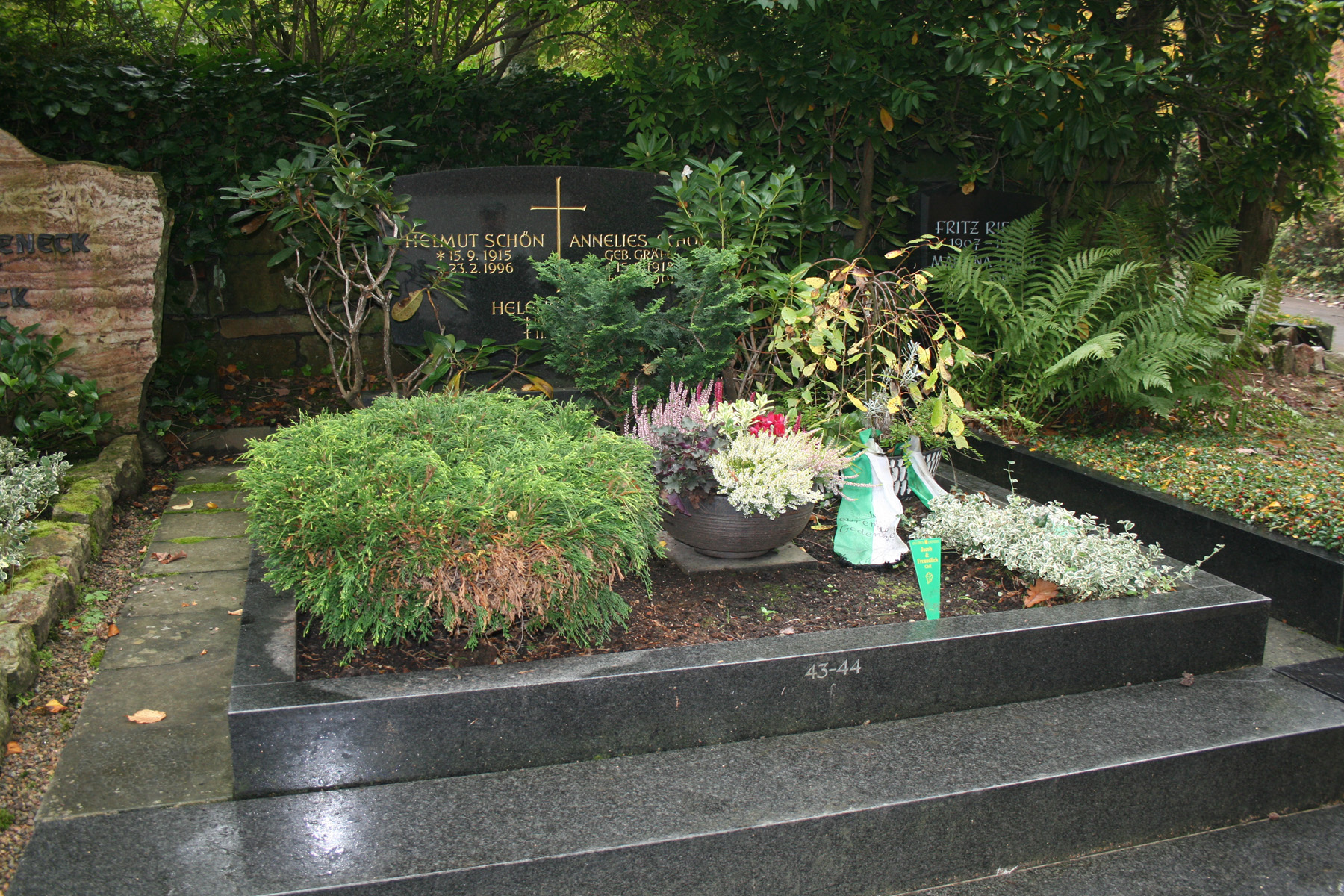
Helmut Schön
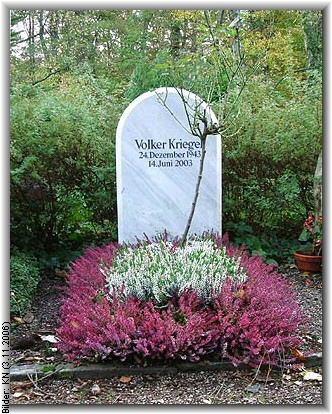
Volker Kriegel
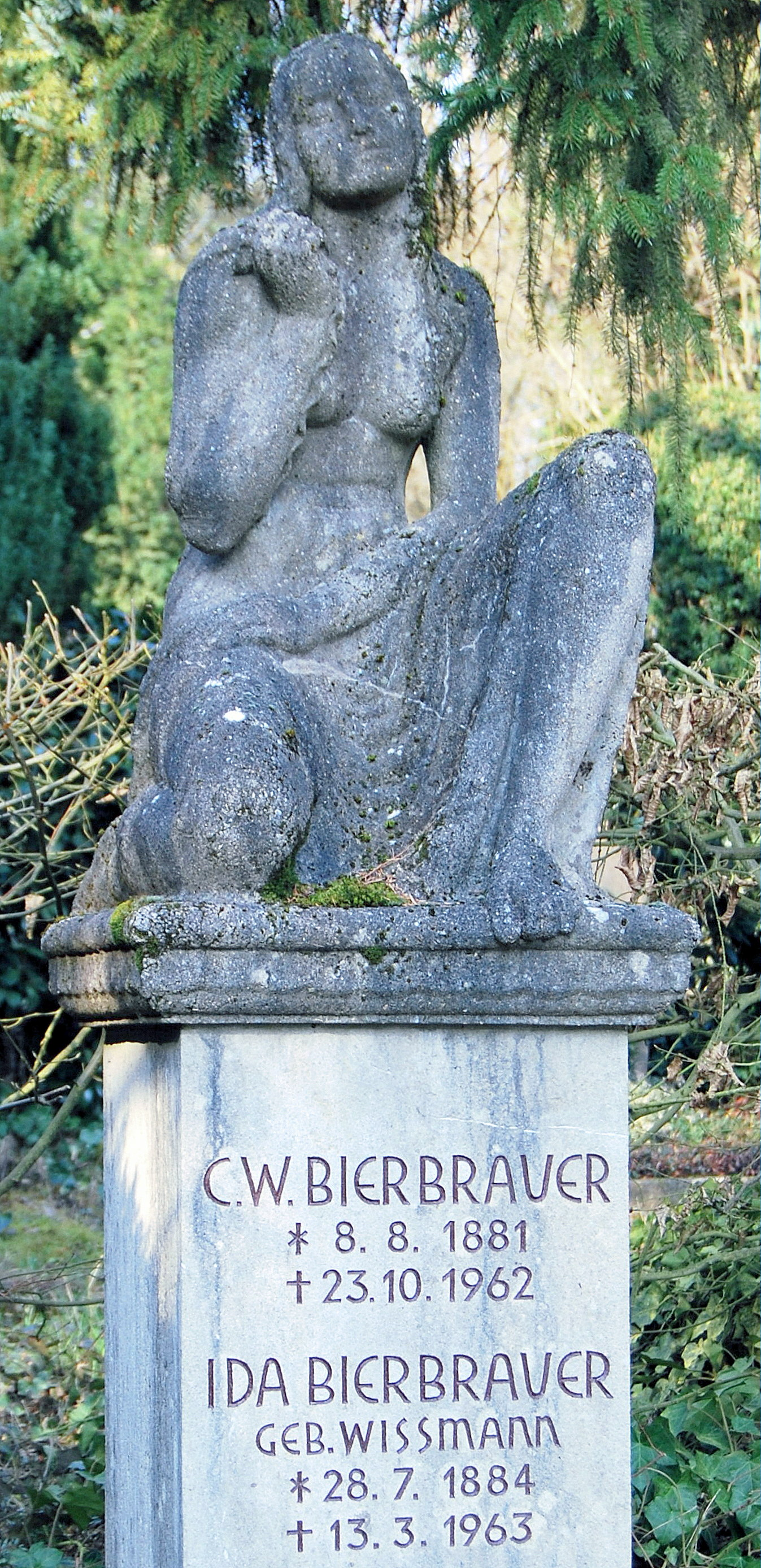
Carl Wilhelm Bierbrauer
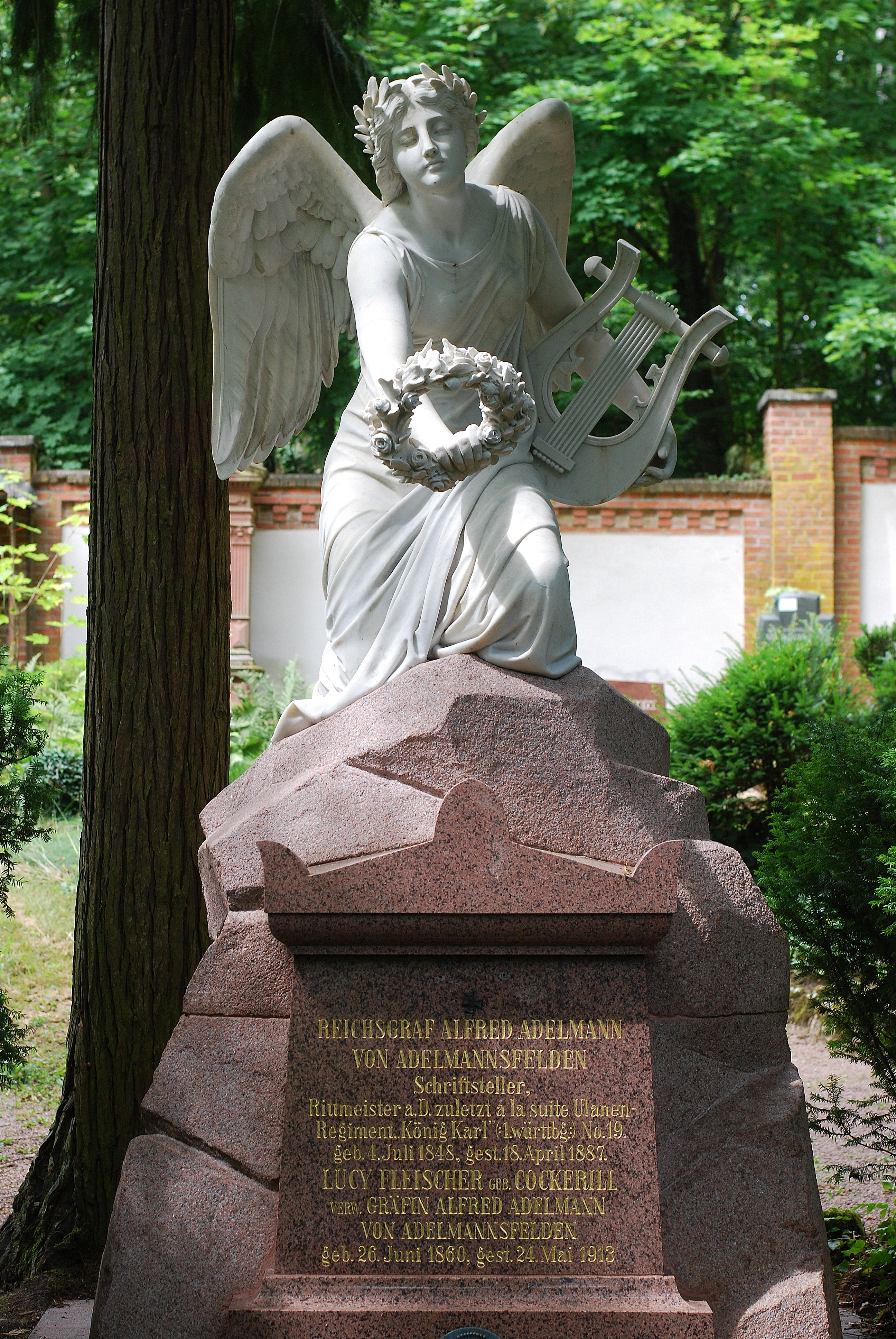
Alfred Adelmann von Adelmannsfelden
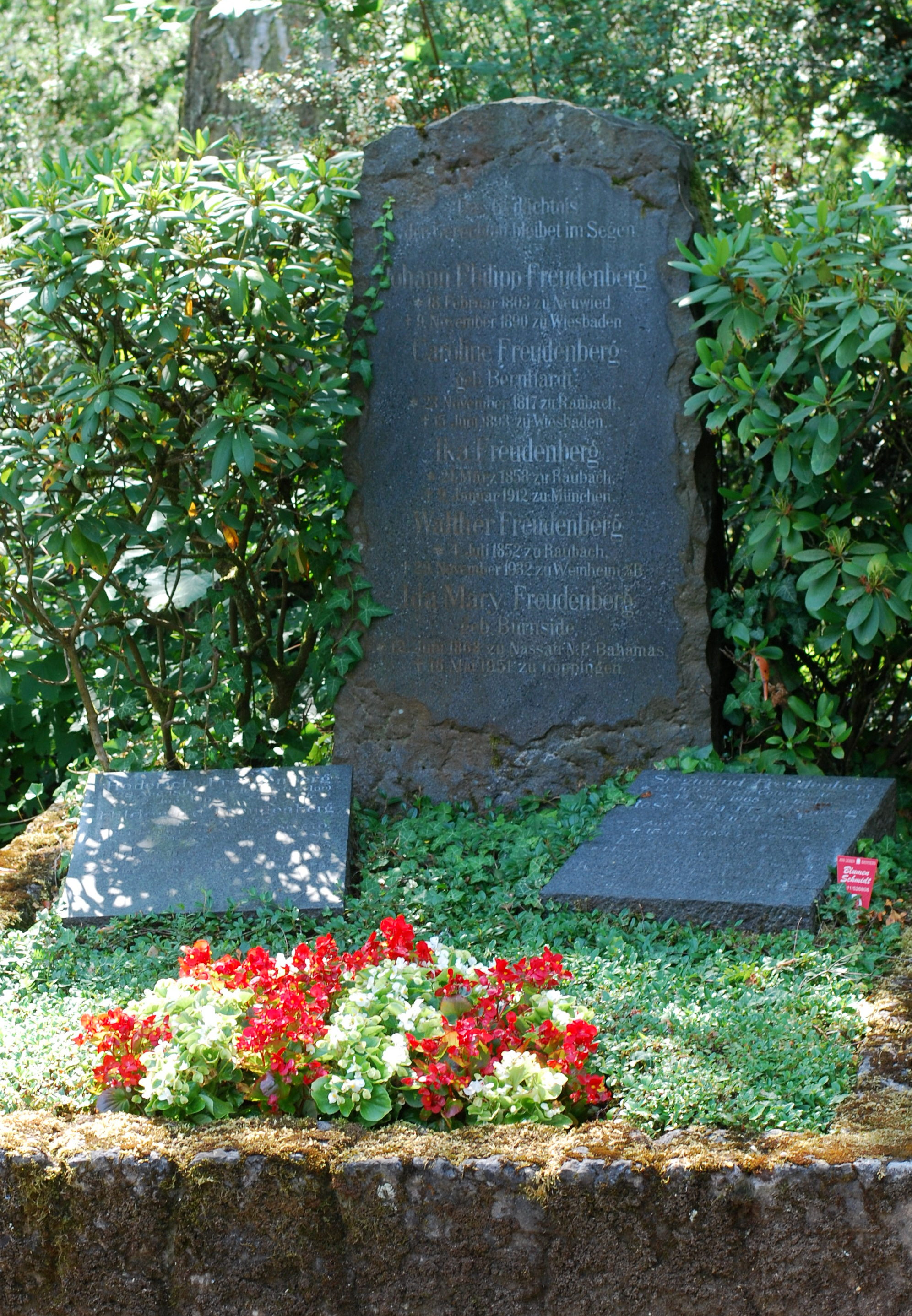
Ika Freudenberg
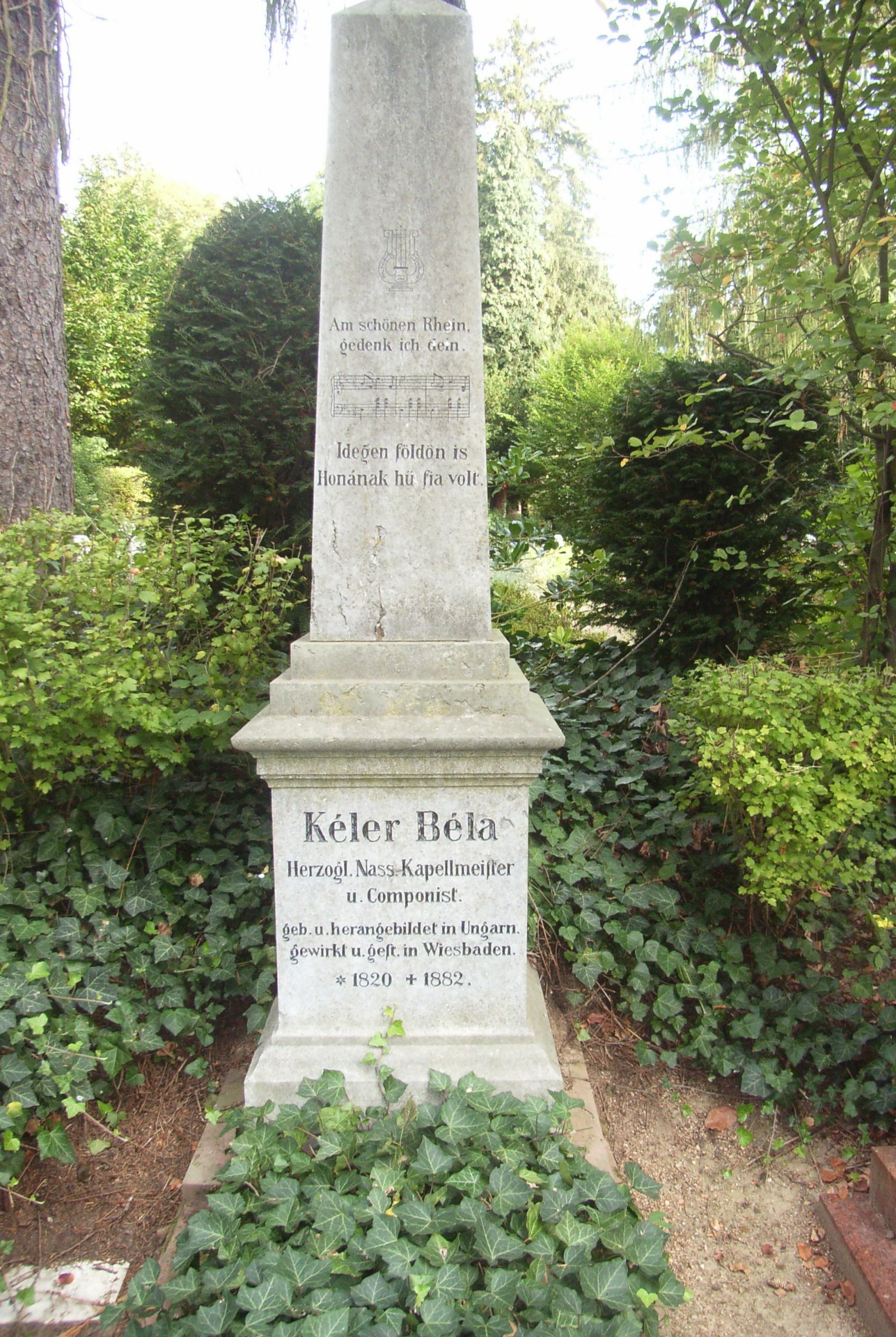
Béla Kéler

### Ehrengräber
Auf dem Nordfriedhof befinden sich 20 Ehrengräber der Stadt Wiesbaden. Die Ehrengräber sind:
| Person                   | Lebensdaten | Beruf                                                                                               | Bild |
| ------------------------ | ----------- | --------------------------------------------------------------------------------------------------- | ---- |
| Franz Abt                | 1819–1885   | Komponist und Kapellmeister                                                                         |      |
| Friedrich von Bodenstedt | 1819–1892   | Schriftsteller                                                                                      |      |
| Karl Böhm                | 1878–1963   | Kaufmann, Stadtältester                                                                             |      |
| Georg Karl Buch          | 1903–1995   | Politiker der SPD, Präsident des hessischen Landtags und Oberbürgermeister von Wiesbaden            |      |
| Hans Christiansen        | 1866–1945   | Jugendstilkünstler                                                                                  |      |
| Wilhelm Coulin           | 1816–1887   | Wiesbadener Bürgermeister                                                                           |      |
| Wilhelm Fresenius        | 1913–2004   | Chemiker, Ehrenbürger, Unternehmer                                                                  |      |
| Johannes Hess            | 1854–1909   | Bürgermeister                                                                                       |      |
| Ferdinand Hey’l          | 1830–1897   | Schauspieler und Kurdirektor von Wiesbaden, Erfinder der Germania auf dem Niederwald über Rüdesheim |      |
| Carl Bernhard von Ibell  | 1847–1924   | Oberbürgermeister von Wiesbaden von 1883 bis 1913                                                   |      |
| Gottfried Kiesow         | 1931–2011   | deutscher Denkmalpfleger                                                                            |      |
| Kaspar Kögler            | 1838–1923   | Maler, Zeichner und Illustrator                                                                     |      |
| Johannes Maaß            | 1882–1953   | Stadtrat                                                                                            |      |
| Ferdinand Möhring        | 1815–1887   | Komponist, Liederdichter, Dirigent und Organist                                                     |      |
| Arnold Pagenstecher      | 1837–1913   | Arzt, Entomologe und Ehrenbürger von Wiesbaden                                                      |      |
| Karl Schauß              | 1856–1929   | Komponist                                                                                           |      |
| Siegmund Schuckert       | 1845–1895   | Großindustrieller                                                                                   |      |
| Carl Schuricht           | 1880–1967   | deutscher Dirigent                                                                                  |      |
| Christian Spielmann      | 1861–1917   | Hofrat, Stadtarchivar                                                                               |      |
| Georg-August Zinn        | 1901–1976   | Hessischer Ministerpräsident von 1950 bis 1969                                                      |      |

## Zwei jüdische Friedhöfe

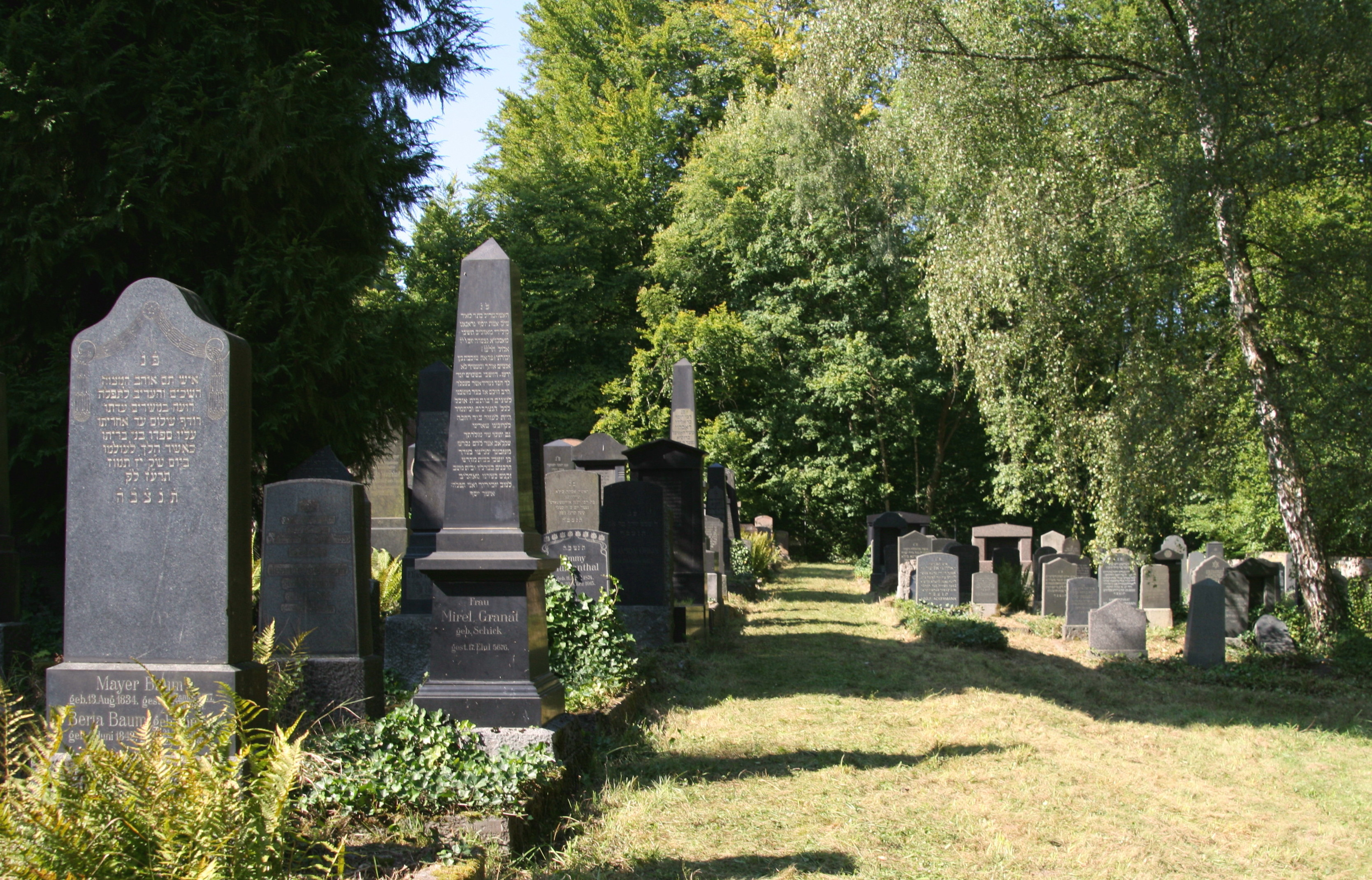
Alt-Israelitischer Friedhof von 1877

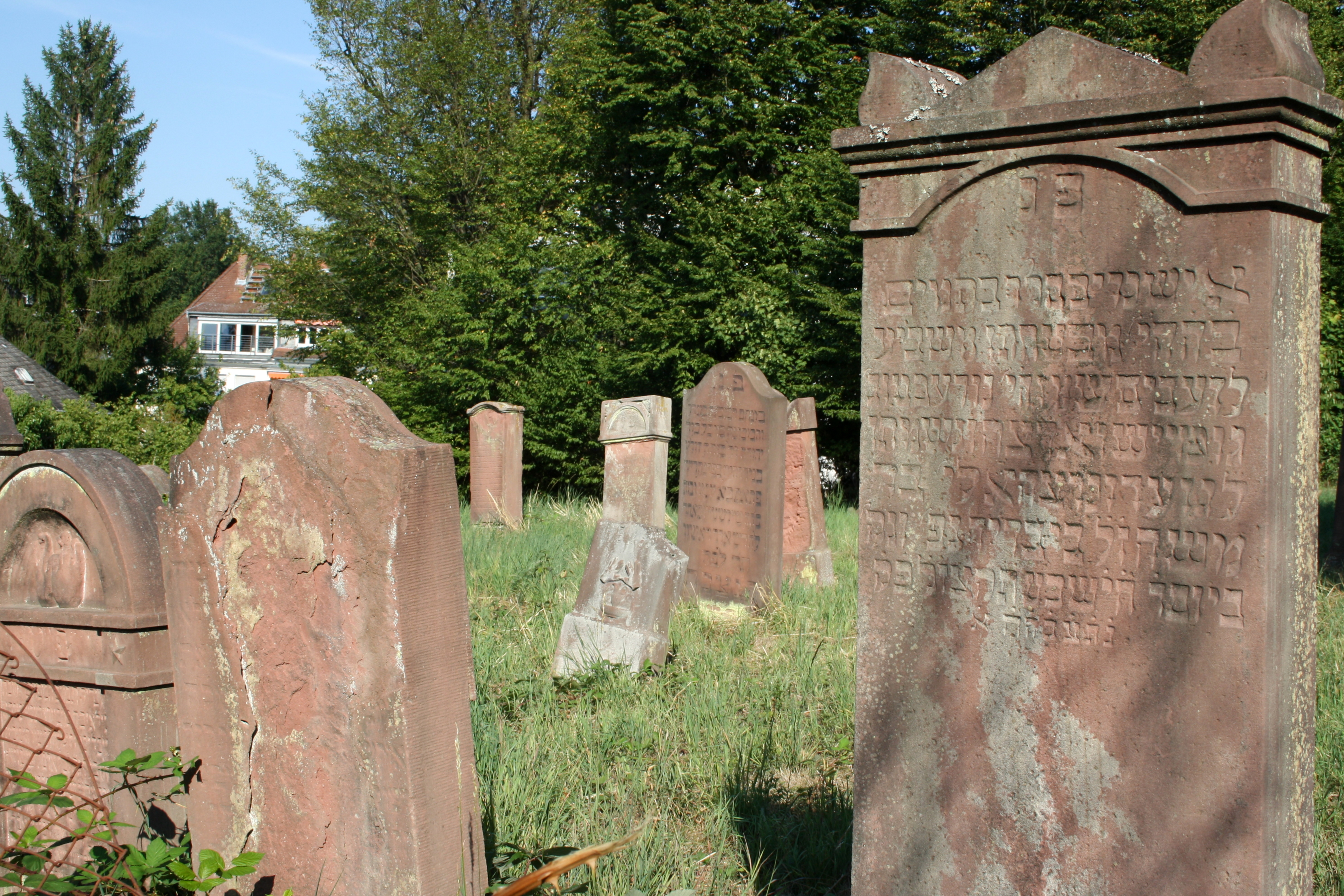
Der jüdische Friedhof „Schöne Aussicht“ in Wiesbaden

Im Norden des Geländes des Nordfriedhofs an der Platter Straße liegt der einzige von insgesamt 7 jüdischen Friedhöfen Wiesbadens, auf dem noch heute Beerdigungen stattfinden. Die Anlage wurde ab 1870 geplant, als sich abzeichnete, dass der bisher genutzte Friedhof an der Schönen Aussicht nicht mehr ausreichen würde. Im Jahr 1877 erhielt die jüdische Gemeinde die Erlaubnis, einen Friedhof anzulegen. 1889 kam es zu einer vertraglichen Einigung mit der Stadt Wiesbaden, welche der Israelitischen Kultusgemeinde den Boden kostenlos zur Verfügung stellte. Der neue jüdische Friedhof wurde 1891 von Bezirksrabbiner Michael Silberstein eingeweiht. Im Osten des Nordfriedhofs – am Hellkundweg – liegt ein weiterer jüdischer Friedhof, der von der Alt-israelitischen Gemeinde belegt wurde. Orthodoxe Juden hatten sie als „Austrittsgemeinde“ 1876 gegründet, weil sie die Entwicklungen der liberalen Hauptgemeinde ablehnten. Damit wurde auch ein eigener Friedhof erforderlich. Er wurde 1877 angelegt, eine letzte Beisetzung fand 1942 statt.
Am 25. Juni 2020 begann eine Online-Ausstellung des jüdischen Friedhofs vor 270 Jahren. Kuratiert wird die Ausstellung von der Jüdischen Gemeinde Wiesbaden und dem Stadtarchiv Wiesbaden. Zu sehen sind unter anderem der Kaufvertrag sowie Dokumente aus dem Bestand des Starchivs.

## Verkehrsanbindung
Der Nordfriedhof liegt an der Bundesstraße 417, vor dem Haupteingang ist die Endhaltestelle Nordfriedhof der Buslinien 3, 6 und 28 der ESWE Verkehrsgesellschaft.